# Championnat d'Écosse de football 1898-1899
Navigation
Édition précédente Édition suivante
La 9e édition du championnat d'Écosse de football est remportée par les Rangers. C’est le deuxième titre national du club de Glasgow. Il gagne avec dix points d’avance sur Heart of Midlothian. Les Celtic complètent le podium. Les Rangers réalisent une saison exceptionnelle : 18 matchs de championnat disputés et 18 victoires.  Le seul match perdu de l'année est la finale de la Coupe d'Écosse de football contre leurs ennemis jurés les Celtic.
À la fin de la 8e saison, Kilmarnock, malgré la victoire en deuxième division et une place de finaliste en Coupe d'Écosse, voit son engagement refusé par les clubs de première division. Il n’y a donc pas de descente ou de montée entre première et deuxième division.
Avec 25 buts marqués, Robert Hamilton des Rangers remporte le titre de meilleur buteur du championnat pour la deuxième fois consécutive.

## Les clubs de l'édition 1898-1899
| Club                              | Ville      |
| --------------------------------- | ---------- |
| Celtic Football Club              | Glasgow    |
| Clyde Football Club               | Rutherglen |
| Dundee Football Club              | Dundee     |
| Heart of Midlothian Football Club | Édimbourg  |
| Hibernian Football Club           | Leith      |
| Partick Thistle Football Club     | Glasgow    |
| Rangers Football Club             | Glasgow    |
| St Bernard's Football Club        | Édimbourg  |
| Saint Mirren Football Club        | Paisley    |
| Third Lanark Athletic Club        | Glasgow    |

## Compétition

### Classement
Le classement est établi sur le barème de points classique (victoire à 2 points, match nul à 1, défaite à 0).
| Rang | Équipe              | Pts | J  | G  | N | P  | Bp | Bc | Diff |
| ---- | ------------------- | --- | -- | -- | - | -- | -- | -- | ---- |
| 1    | Rangers             | 36  | 18 | 18 | 0 | 0  | 79 | 18 | +61  |
| 2    | Heart of Midlothian | 26  | 18 | 12 | 2 | 4  | 56 | 30 | +26  |
| 3    | Celtic              | 24  | 18 | 11 | 2 | 5  | 51 | 33 | +18  |
| 4    | Hibernian           | 23  | 18 | 10 | 3 | 5  | 42 | 43 | -1   |
| 5    | Saint Mirren        | 20  | 18 | 8  | 4 | 6  | 46 | 32 | +14  |
| 6    | Third Lanark        | 17  | 18 | 7  | 3 | 8  | 33 | 38 | -5   |
| 7    | St Bernard's        | 12  | 18 | 4  | 4 | 10 | 30 | 37 | -7   |
| 8    | Clyde               | 12  | 18 | 4  | 4 | 10 | 23 | 48 | -25  |
| 9    | Partick Thistle     | 6   | 18 | 2  | 2 | 14 | 19 | 58 | -39  |
| 10   | Dundee              | 4   | 18 | 1  | 2 | 15 | 23 | 65 | -42  |

|  | Champion d'Écosse |
|  | Relégation        |

## Bilan de la saison
| Tableau d'Honneur                |           |
| Compétition                      | Vainqueur |
| Championnat d'Écosse de football | Rangers   |
| Coupe d'Écosse de football       | Celtic    |

| Promotions et relégations |                 |
| Promus                    | Kilmarnock      |
| Relégués                  | Partick Thistle |

## Statistiques

### Meilleur buteur
- Robert Hamilton, Rangers,   25 buts